# Macromia cingulata
Macromia cingulata är en trollsländeart som beskrevs av Jules Pièrre Rambur 1842. Macromia cingulata ingår i släktet Macromia och familjen skimmertrollsländor. IUCN kategoriserar arten globalt som livskraftig. Inga underarter finns listade i Catalogue of Life.